# Google Earth
Google Earth este un software ce include un glob virtual, o hartă și informații geografice. Inițial s-a numit EarthViewer 3D și a fost creat de Keyhole, Inc, o companie fondată ca subsidiară de o companie de jocuri și apoi preluată de CIA și achiziționată mai departe de Google în 2004. Harta Pământului este generată din suprapunerea unor imagini satelitare, fotografii aeriene și date geografice pe un glob 3D.
Programul este disponibil în 2 versiuni, ambele gratuite: Google Earth și Google Earth Pro, aceasta din urmă fiind destinată utilizărilor comerciale.